# Red Star Waregem
Red Star Waregem was een Belgische voetbalclub uit Waregem. De club sloot in 1928 aan bij de KBVB met stamnummer 1153. 
In 1946 fuseerde de club met Waregem Sportief en vormde zo KSV Waregem.

## Geschiedenis
Red Star had zijn thuisterrein in de buurt van het Waregemse station, in de Vijfseweg. De club had blauw en wit als clubkleuren met een rode ster op de borst.
Red Star speelde nooit hoger dan de provinciale afdelingen. 
In 1933 promoveerde Red Star voor het eerst naar de hoogste provinciale reeks toen het afgetekend kampioen werd in Tweede Provinciale.
In die reeks kon de club nooit de top bereiken, men was een middenmoter. 
In 1936-1937 werd met een zesde plaats het beste resultaat uit de clubgeschiedenis behaald.
Tijdens de oorlogsjaren kreeg de club het moeilijk, wat in 1943 tot een degradatie naar de tweede provinciale afdeling leidde. 
Een jaar later werd de club nogmaals kampioen en mocht terug naar de hoogste reeks in West-Vlaanderen.
In 1945-1946, het laatste jaar van de club voor de fusie met Waregem Sportief, eindigde Red Star als achtste. Het stamnummer van beide clubs verdween in die tijd bij een fusie, fusieclub KSV Waregem kreeg een eigen stamnummer.